# Adolf Heinrich von Arnim-Boitzenburg

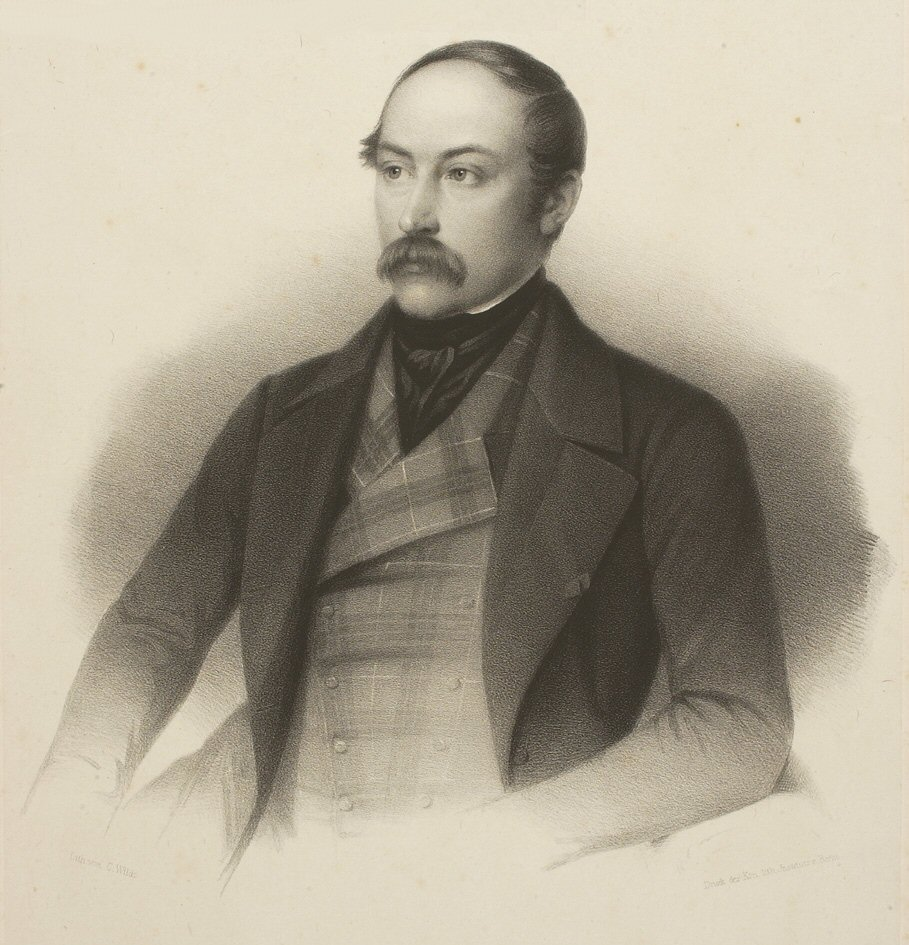
Adolf Heinrich von Arnim-Boitzenburg

Adolf Heinrich Graf von Arnim-Boitzenburg (Berlijn, 10 april 1803 - Slot Boitzenburg, 8 januari 1868) was een Pruisisch staatsman.
Na studies te Göttingen en Berlijn trad hij in dienst van de Pruisische overheid. Hij werd districtscommissaris van de Uckermark, in 1833 hoofd van het Regierungsbezirk Stralsund, later van Aken. Daar lukte het hem een in ieder geval ogenschijnlijk goede verstandhouding tussen de staat en de katholieke kerk te bewerkstelligen. In 1839 werd hij overgeplaatst naar Merseburg, in 1840 naar de provincie Posen. Van 1839 tot 1866 was hij lid van de landdag van Brandenburg.
In 1842 werd hij minister van Binnenlandse Zaken, in welke hoedanigheid hij, ondanks een aanzienlijke beperking van de geheime politie, naar de wens van Frederik Willem IV op streng absolutistische wijze regeerde. Hij was desondanks niet fel anti-liberaal, maar wenste wel een sterke invloed van de aristocratie op de regering.
Omdat hij de koning niet van zijn ideeën kon overtuigen, diende hij in 1845 zijn ontslag in. Op 19 maart 1848 benoemde Frederik Willem hem echter tot voorzitter van een nieuw kabinet. Als zodanig trad hij echter reeds op 29 maart af om het aantreden van de liberale oppositie mogelijk te maken.
Hij werd op 18 mei tot afgevaardigde namens Prenzlau in het Frankfurter Parlement verkozen. Die functie legde hij echter reeds op 10 juni neer omdat de wind die daar waaide hem niet beviel. In 1850 was hij lid van het Erfurter Parlement. Hij was een uiterst rechts lid van de Tweede Kamer en was sinds 30 november 1854 erfelijk lid van het Herrenhaus. Daar leidde hij een gematigd conservatieve fractie en verzette hij zich tegen de bureaucratie van de regering-Manteuffel.
Hij stierf na een lang ziekbed op 8 januari 1868. Zijn zoon Adolf von Arnim-Boitzenburg was eveneens politicus.
Karl August von Hardenberg · Christian Günther von Bernstorff · Johann Peter Friedrich Ancillon · Heinrich Wilhelm von Werther · Mortimer Maltzan · Heinrich von Bülow · Karl Ernst Wilhelm von Canitz und Dallwitz · Adolf Heinrich von Arnim-Boitzenburg · Heinrich Alexander von Arnim · Alexander von Schleinitz · Rudolf von Auerswald · August Heinrich Hermann von Dönhoff · Friedrich Wilhelm von Brandenburg · Heinrich Friedrich von Arnim-Heinrichsdorff-Werbelow · Friedrich Wilhelm von Brandenburg (a.i.) · Alexander von Schleinitz · Joseph von Radowitz · Otto Theodor von Manteuffel · Alexander von Schleinitz · Albrecht von Bernstorff · Otto von Bismarck · Herbert von Bismarck (a.i.) · Leo von Caprivi · Adolf Hermann Marschall von Bieberstein · Bernhard von Bülow · Theobald von Bethmann Hollweg · Georg Michaelis · Georg von Hertling · Max van Baden
Friedrich von Schuckmann · Gustav von Brenn · Gustav Adolf Rochus von Rochow · Adolf Heinrich von Arnim-Boitzenburg · Ernst von Bodelschwingh-Velmede · Alfred von Auerswald · Friedrich von Kühlwetter · Franz August Eichmann · Otto Theodor von Manteuffel · Ferdinand von Westphalen · Eduard Heinrich von Flottwell · Maximilian von Schwerin-Putzar · Gustav Wilhelm von Jagow · Friedrich Albrecht zu Eulenburg · Botho zu Eulenburg · Robert von Puttkamer · Ludwig Herrfurt · Botho zu Eulenburg · Ernst von Koeller · Eberhard Recke von der Horst · Georg von Rheinbaben · Hans von Hammerstein-Loxten · Theobald von Bethmann Hollweg · Friedrich von Moltke · Johann von Dallwitz · Friedrich Wilhelm von Loebell · Bill Drews · Carl Severing · Albert Grzesinski · Heinrich Waentig · Carl Severing · Franz Bracht · Hermann Göring
Adolf Heinrich von Arnim-Boitzenburg · Ludolf Camphausen · Rudolf von Auerswald · Ernst von Pfuel · Friedrich Wilhelm von Brandenburg · Adalbert von Ladenberg (a.i.) · Otto Theodor von Manteuffel · Karel Anton van Hohenzollern-Sigmaringen · Adolf zu Hohenlohe-Ingelfingen (a.i.) · Otto von Bismarck · Albrecht von Roon · Otto von Bismarck · Leo von Caprivi · Botho zu Eulenburg · Chlodwig zu Hohenlohe-Schillingsfürst · Bernhard von Bülow · Theobald von Bethmann Hollweg · Georg Michaelis · Georg von Hertling · Max van Baden · Paul Hirsch · Heinrich Ströbel · Paul Hirsch · Otto Braun · Adam Stegerwald · Otto Braun · Wilhelm Marx · Otto Braun · Hermann Göring
- Bibliothèque nationale de France: cb16297024w (data)
- Gemeinsame Normdatei: 116349697
- International Standard Name Identifier: 0000 0001 1022 2780
- Library of Congress Control Number: no2004083108
- Nationale Bibliotheek van Israël: 987010649986705171
- Nationale Bibliotheek van Polen: a0000001743529
- Nederlandse Thesaurus van Auteursnamen: 156489112
- Virtual International Authority File: 20429572